# Эмбун
Эмбун, также встречается неправильная транскрипция Энбун (яп. 延文 эмбун) — девиз правления (нэнго) японского императора Го-Когона из северной династии, использовавшийся с 1356 по 1361 год.
В Южном Дворе в этот период правил император Го-Мураками с нэнго Сёхэй (1347—1370).

## Продолжительность
Начало и конец эры:
- 28-й день 3-й луны 5-го года Бунна (по юлианскому календарю — 29 апреля 1356);
- 29-й день 3-й луны 6-го года Эмбун (по юлианскому календарю — 4 мая 1361).

## Происхождение
Название нэнго было заимствовано из 88-го цзюаня классического древнекитайского сочинения Ханьшу:「延文学儒者以百数」.

## События
даты по юлианскому календарю
- 1356 год (7-я луна 1-го года Эмбун) — Минамото-но Митисукэ (яп. 源通相) был повышен с должности дайнагона до найдайдзина[7];
- 1356 год (7-я луна 1-го года Эмбун) — Асикага Ёсинори продвинулся до 2-го ранга 3-го класса в придворной иерархии[7];
- 1357 год (2-я луна 2-го года Эмбун) — император Го-Мураками отпустил захваченных в 1352 году бывших императоров северной династии Когона, Комё и Суко[7];
- 1358 год (3-й год Эмбун) — скончался Асикага Такаудзи[8], вместо него новым сёгуном стал Асикага Ёсиакира; сёгунат разрывают внутренние конфликты[9].

## Сравнительная таблица
Ниже представлена таблица соответствия японского традиционного и европейского летосчисления. В скобках к номеру года японской эры указано название соответствующего года из 60-летнего цикла китайской системы гань-чжи. Японские месяцы традиционно названы лунами.
| 1-й год Эмбун (Огненная Обезьяна)   | 1-я луна       | 2-я луна   | 3-я луна* | 4-я луна  | 5-я луна*               | 6-я луна* | 7-я луна  | 8-я луна*               | 9-я луна*   | 10-я луна  | 11-я луна  | 12-я луна* |                |
| 11-й год Сёхэй                      | 1-я луна       | 2-я луна   | 3-я луна* | 4-я луна  | 5-я луна*               | 6-я луна* | 7-я луна  | 8-я луна*               | 9-я луна*   | 10-я луна  | 11-я луна  | 12-я луна* |                |
| ----------------------------------- | -------------- | ---------- | --------- | --------- | ----------------------- | --------- | --------- | ----------------------- | ----------- | ---------- | ---------- | ---------- | -------------- |
| Юлианский календарь                 | 2 февраля 1356 | 3 марта    | 2 апреля  | 1 мая     | 31 мая                  | 29 июня   | 28 июля   | 27 августа              | 25 сентября | 24 октября | 23 ноября  | 23 декабря |                |
| 2-й год Эмбун (Огненный Петух)      | 1-я луна       | 2-я луна   | 3-я луна* | 4-я луна  | 5-я луна*               | 6-я луна  | 7-я луна* | 7-я луна (високосная) * | 8-я луна    | 9-я луна   | 10-я луна* | 11-я луна  | 12-я луна*     |
| 12-й год Сёхэй                      | 1-я луна       | 2-я луна   | 3-я луна* | 4-я луна  | 5-я луна*               | 6-я луна  | 7-я луна* | 7-я луна (високосная) * | 8-я луна    | 9-я луна   | 10-я луна* | 11-я луна  | 12-я луна*     |
| Юлианский календарь                 | 21 января 1357 | 20 февраля | 22 марта  | 20 апреля | 20 мая                  | 18 июня   | 18 июля   | 16 августа              | 14 сентября | 14 октября | 13 ноября  | 12 декабря | 11 января 1358 |
| 3-й год Эмбун (Земляная Собака)     | 1-я луна       | 2-я луна*  | 3-я луна  | 4-я луна  | 5-я луна*               | 6-я луна  | 7-я луна* | 8-я луна                | 9-я луна*   | 10-я луна  | 11-я луна* | 12-я луна  |                |
| 13-й год Сёхэй                      | 1-я луна       | 2-я луна*  | 3-я луна  | 4-я луна  | 5-я луна*               | 6-я луна  | 7-я луна* | 8-я луна                | 9-я луна*   | 10-я луна  | 11-я луна* | 12-я луна  |                |
| Юлианский календарь                 | 9 февраля 1358 | 11 марта   | 9 апреля  | 9 мая     | 8 июня                  | 7 июля    | 6 августа | 4 сентября              | 4 октября   | 2 ноября   | 2 декабря  | 31 декабря |                |
| 4-й год Эмбун (Земляная Свинья)     | 1-я луна*      | 2-я луна   | 3-я луна* | 4-я луна  | 5-я луна*               | 6-я луна  | 7-я луна* | 8-я луна                | 9-я луна    | 10-я луна* | 11-я луна  | 12-я луна* |                |
| 14-й год Сёхэй                      | 1-я луна*      | 2-я луна   | 3-я луна* | 4-я луна  | 5-я луна*               | 6-я луна  | 7-я луна* | 8-я луна                | 9-я луна    | 10-я луна* | 11-я луна  | 12-я луна* |                |
| Юлианский календарь                 | 30 января 1359 | 28 февраля | 30 марта  | 28 апреля | 28 мая                  | 26 июня   | 26 июля   | 24 августа              | 23 сентября | 23 октября | 21 ноября  | 21 декабря |                |
| 5-й год Эмбун (Металлическая Крыса) | 1-я луна       | 2-я луна*  | 3-я луна* | 4-я луна  | 4-я луна (високосная) * | 5-я луна  | 6-я луна  | 7-я луна*               | 8-я луна    | 9-я луна   | 10-я луна* | 11-я луна  | 12-я луна*     |
| 15-й год Сёхэй                      | 1-я луна       | 2-я луна*  | 3-я луна* | 4-я луна  | 4-я луна (високосная) * | 5-я луна  | 6-я луна  | 7-я луна*               | 8-я луна    | 9-я луна   | 10-я луна* | 11-я луна  | 12-я луна*     |
| Юлианский календарь                 | 19 января 1360 | 18 февраля | 18 марта  | 16 апреля | 16 мая                  | 14 июня   | 14 июля   | 13 августа              | 11 сентября | 11 октября | 10 ноября  | 9 декабря  | 8 января 1361  |
| 6-й год Эмбун (Металлический Бык)   | 1-я луна       | 2-я луна*  | 3-я луна* | 4-я луна  | 5-я луна*               | 6-я луна  | 7-я луна* | 8-я луна                | 9-я луна    | 10-я луна* | 11-я луна  | 12-я луна  |                |
| 16-й год Сёхэй                      | 1-я луна       | 2-я луна*  | 3-я луна* | 4-я луна  | 5-я луна*               | 6-я луна  | 7-я луна* | 8-я луна                | 9-я луна    | 10-я луна* | 11-я луна  | 12-я луна  |                |
| Юлианский календарь                 | 6 февраля 1361 | 8 марта    | 6 апреля  | 5 мая     | 4 июня                  | 3 июля    | 2 августа | 31 августа              | 30 сентября | 30 октября | 28 ноября  | 28 декабря |                |

* звёздочкой отмечены короткие месяцы (луны) продолжительностью 29 дней. Остальные месяцы длятся 30 дней.